# Steinkjer
Steinkjer est une commune norvégienne située dans le comté de Trøndelag. Elle fait partie de la région du Innherred.

## Géographie
La commune s'étend sur 2 122,06 km2 autour de la ville de Steinkjer dans le centre du comté de Trøndelag, au fond du fjord de Beitstad, la branche la plus septentrionale du fjord de Trondheim.
Située à environ 60 km à l'intérieur des terres, Steinkjer est connectée à l'océan Atlantique par le passage du Skarnsundet, à environ 25 km au sud de la ville. Les paysages sont constitués de collines douces et forêts de conifères, ainsi que de quelques plaines consacrées à l'agriculture.

## Histoire

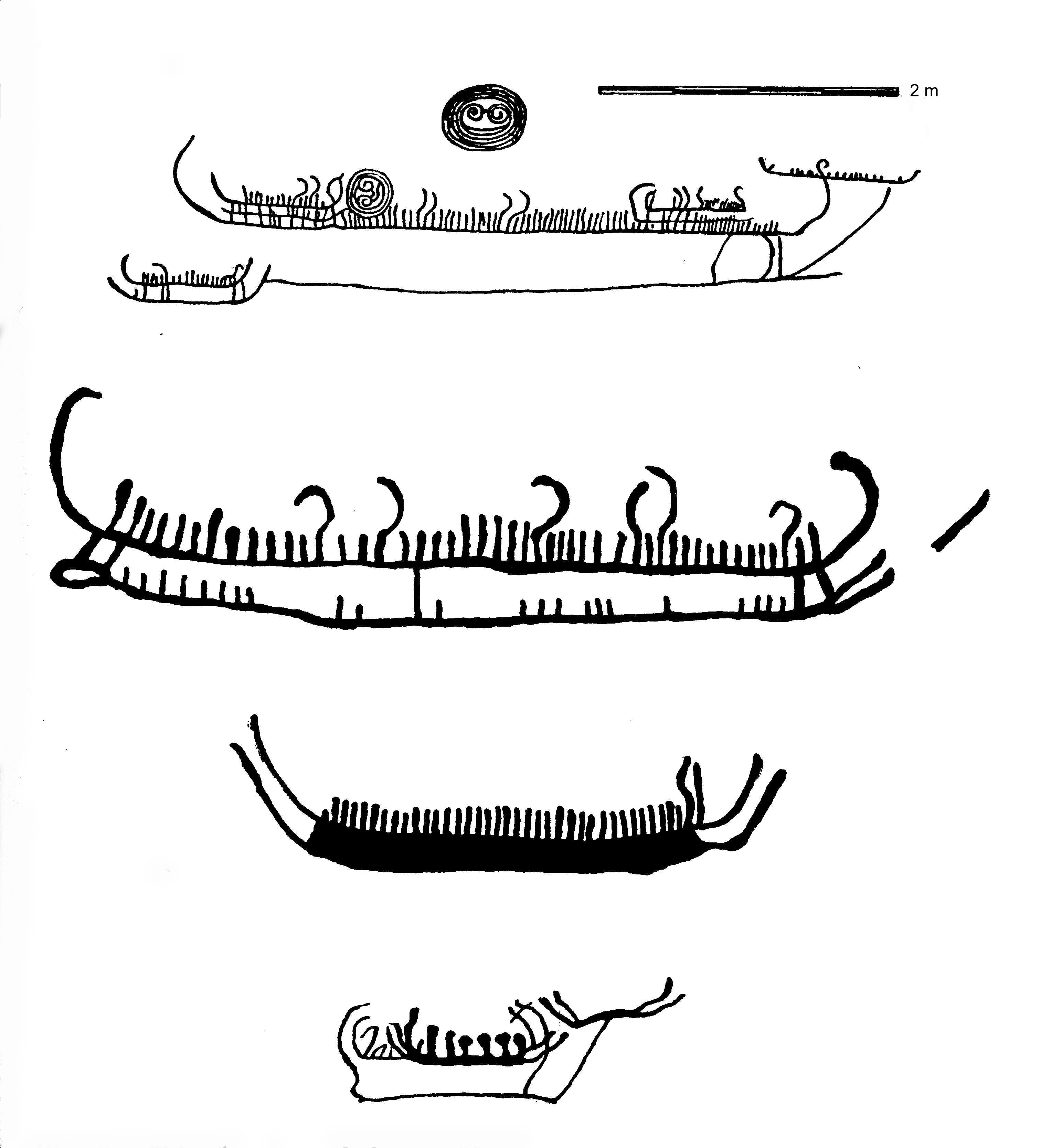
Gravures sur pierre de l'âge du bronze, Bardal (Steinkjer); voir également Âge du bronze danois.

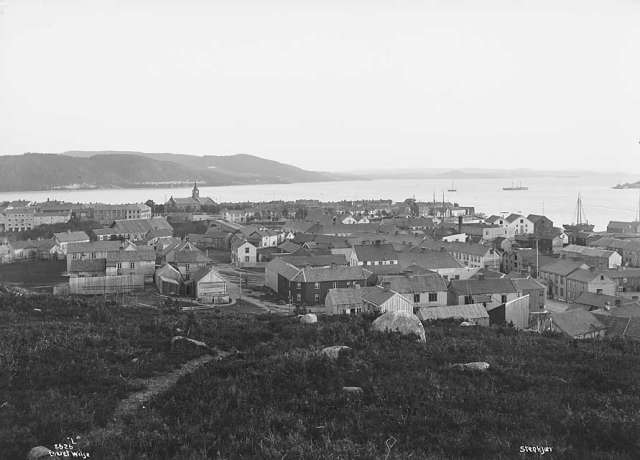
Steinkjer en 1880

La région de Steinkjer est peuplée depuis l'âge de la pierre, comme en témoignent les pétroglyphes de Bølareinen qui représentent un renne et un ours quasiment en taille réelle. On trouve d'autres pierres gravées à Bardal, datant de 6 000 ans pour les plus anciennes.
La région était également un centre de pouvoir à l'époque de l'âge des Vikings. Mære était l'un des principaux centres religieux de Norvège, théâtre de sacrifices et de rassemblements saisonniers, avant la christianisation de la Norvège.

## Politique et administration
La commune est dirigée par un conseil municipal de quarante-sept membres élus pour quatre ans.
| Période | Période  | Identité          | Étiquette    | Qualité |
| ------- | -------- | ----------------- | ------------ | ------- |
| 1999    | 2007     | Per Sverre Rannem | Travailliste |         |
| 2007    | 2019     | Bjørn Arild Gram  | Centre       |         |
| 2019    | En cours | Anne Berit Lein   | Centre       |         |

## Jumelages
La commune de Steinkjer est jumelée avec :
- Sollefteå (Suède) ;
- Hammel (da) (Danemark) ;
- Nykarleby (Finlande).